# Oranje-bulletin (verzetsblad, Hengelo)

Een van de plaatsen waar Oranje-bulletin als verzetsblad uit de Tweede Wereldoorlog werd uitgegeven was Hengelo. 
Het betrof hier echter waarschijnlijk slechts 1 aflevering, welke 5 januari 1945 in gedrukte vorm werd gepubliceerd. De inhoud bestond uit binnenlandse berichten en mededelingen.

## Gerelateerde kranten
- Oranje-bulletin (verzetsblad, Utrecht)[1]